# 常世の国
常世の国（とこよのくに）は、古代日本で信仰された、海の彼方にあるとされる異世界である。一種の理想郷として観想され、永久不変や不老不死、若返りなどと結び付けられた、日本神話の他界観をあらわす代表的な概念で、古事記、日本書紀、万葉集、風土記などの記述にその顕れがある。
こうした「海のはるか彼方の理想郷」は、沖縄における海の彼方の他界「ニライカナイ」にも通じる。

## 常世の国の来訪者
日本神話においては、少彦名神、御毛沼命、田道間守が常世の国に渡ったという記事が存在する。浦島子（浦島太郎）の伝承にも、常世の国が登場する。

### 少彦名神
大国主国造りのくだりでは、少彦名神が大国主とともに国土を成した後に帰った地とされる。『古事記』上巻の記述では、この国を作り固めた後、少彦名神は常世の国に渡ったとあり、日本書紀神代巻の該当箇所では、本文ではなく第八段の一書第六の大国主の記事中に、大国主神が少彦名命と力を合せて国作りの業を終えた後、少彦名命は熊野の岬に行き、そこから“常世郷”に渡った、またその直後に異伝として「淡嶋（鳥取県米子市）に行き、登った粟の茎に弾かれて常世郷に渡ったとある。この茎に弾かれた話は『伯耆国風土記』逸文にも出てきており、伯耆国の「粟嶋」という地名の由来譚となっている。

### 御毛沼命
御毛沼命（三毛入野命）は鵜葺草葺不合命の息子で、神武天皇の兄にあたる。『古事記』の中ではまったく何の事跡もなく、上巻末尾の鵜葺草葺不合命の子を並べたところに、御毛沼命は波の穂を跳みて常世の国に渡ったとのみある。『日本書紀』では三毛入野命が神武天皇の東征に従軍して軍船を進め熊野に至った折、暴風に遭い、「自分の母と姨はともに海の神であるのに、なぜ波を起こして我々を溺れさせるのか」と嘆き、波の秀を踏んで常世郷に往ったという。

### 田道間守
『古事記』では垂仁天皇が多遅摩毛理に時じくの香の木の実（ときじくのかくのこのみ）を、『日本書紀』の垂仁紀では、垂仁天皇が田道間守を常世国に遣わして、「非時香菓」を求めさせたが、その間に天皇は崩御したという記述がある。「非時」は、時を定めずということから「いつでも香りを放つ木の実」を指すと解され、「今の橘なり」と言われる。橘は葉が常緑であることから、すぐに散る桜とは対照的に「永遠性・永続性」の象徴と考えられており、「非時香菓」もまた不老不死の霊薬（黄金の林檎）と考えられる。

### 浦嶋子
『万葉集』巻九・1740の高橋虫麻呂作の浦嶋子を詠んだ歌では、浦島子が漁に出て、7日帰らず海を漕いで常世に至り、海若（わたつみ）の神の宮に神の乙女とともに住んだという。神の宮では老いも死にもせず、永世にわたって生きることができたにもかかわらず、浦嶋子は帰郷し、自分の家が既に無くなっていることを知って開けてはならぬ玉笥を開けてしまう。この歌における常世の国は、海の神の支配する不老不死の世界であること、また外界とは時間の流れの異なる世界であるという観念が読み取れる。『日本書紀』の雄略天皇22年や、『丹後国風土記』逸文にも同様の話があり、いずれも海中の「蓬萊山」（「とこよのくに」と訓ぜられる）に至ったという。

## 常世の国は死後の世界か理想郷か
先に引いたように、常世の国へ至るためには海の波を越えて行かなければならず、海神ワタツミの神の宮も常世の国にあるとされていることから、古代の観念として、常世の国と海原は分かちがたく結びついていることは明らかである。『万葉集』の歌には、常世の浪の重浪寄する国（「常世之浪重浪歸國」）という常套句があり、海岸に寄せる波は常世の国へと直結している地続き（海続き）の世界ということでもある。
しかしながら、常世の国には、ただ単に「海の彼方の世界」というだけでなく、例えば「死後の世界」、「神仙境」、永遠の生命をもたらす「不老不死の世界」、あるいは「穀霊の故郷」など様々な信仰が「重層的」に見て取れる。
常世の国＝死の国という観想は、神武東征における御毛沼命の常世の国渡りの話から読み取れる。これは、ヤマトタケルの東伐の中で弟橘媛が嵐を鎮めるために海に身を投げたというエピソードと状況が非常に類似しており、仮にこの対比が妥当だとすれば、御毛沼命は海に身を投げてわが身を生贄としたのであり、直接に「常世の国＝死後の世界」を暗示させる。
また、常世の国は神々の住まう神仙境としても信仰されている。『万葉集』の浦嶋子の歌におけるワタツミの神の宮（「常代尓至 海若 神之宮」）はまさに神の居所であり、『日本書紀』の垂仁紀では、天皇崩御の翌年に実を持ち帰った田道間守がついに間に合わなかったことを慨嘆して、「遠く浪を踏んで遙かに弱水（河川）を渡って至った常世の国は、神仙のかくれたる国、俗のところではない。このため往来に十年かかってしまった。帰還を果たせないと思ったが、帝の神霊によってかろうじて帰ることができた」と述べている。
田道間守が持ち帰った「非時香果」はまさに永遠性の象徴であり、常世の国に渡った浦嶋子が老いることも死ぬこともない世界に至ったという『万葉集』の歌からは、常世すなわち永久不変の国という観想が見られる。
それ以外にも、常世の国に渡った神話的存在がいずれも多少は穀物神・豊穣神の属性を持っていることから、常世の国は豊穣・穀物をもたらす「穀霊の故郷」としての信仰も考察されている。すなわち、少彦名が国造りに協力した創造的な神であること、御毛沼命の名義は「御食」に通じ穀物神の要素を持つと考えられること、そして田道間守が「非時香果」を持ち帰ったという事績があることより、「豊穣・穀物をもたらす存在」と「常世の国」が結び付けられうる、とする考察である。

## 常世の神
前述のように、「橘」は常世の国に生える「非時香果」のこととされた。『日本書紀』の皇極紀によると、橘に発生する「虫」を、常世神として祀る新興宗教が富士川の近辺で起こり、都にまで広がった旨が記されている。この神を祀れば、富と長寿が授かると説かれた。
しかし、民を惑わすとして秦河勝に討たれ、常世神信仰は終息した。

## その他
- 雁は常世の鳥とされ、『源氏物語』「須磨」に歌が数首詠まれている[1]。